# Telebasis selaopyge
Telebasis selaopyge là một loài chuồn chuồn kim trong họ Coenagrionidae.
Telebasis selaopyge được De Marmels miêu tả khoa học năm 1989.